# Les Planes (Sant Mateu de Bages)
les Planes és una masia al municipi de Sant Mateu de Bages (el Bages). Es troba encarada a migdia i posada d'esquena al turó del castell de Sant Mateu. La casa consta que existeix des de quatre segles enrere, però l'estructura primitiva va ser trasbalsada. Va ser construïda probablement per Sebastià Planas i acabada pel seu fill Pere.
Edifici de forma rectangular amb façana pentagonal. Teulada a dues aigües i vessant suau. Per la banda dreta, l'edificació s'allarga donant al conjunt una configuració irregular. Té planta baixa i dos pisos. L'entrada principal està a la banda esquerra i dona a un espaiós vestíbul paral·lel a la façana. A una banda del vestíbul, hi ha els dos cellers, davant de l'estable. Del fons de la sala arrenca l'escala per pujar a la planta principal. Al arribar-hi es troba una sala gran amb llar de foc, i d'aquí surten dos corredors amb direccions oposades vers les dependències de la casa. Davant la façana hi ha un edifici pel bestiar.